# Didemnum rota
Didemnum rota är en sjöpungsart som beskrevs av Kott 2004. Didemnum rota ingår i släktet Didemnum och familjen Didemnidae. Inga underarter finns listade i Catalogue of Life.